# Паквокі (переписна місцевість, Вісконсин)
Паквокі (англ. Packwaukee) — переписна місцевість (CDP) в США, в окрузі Маркетт штату Вісконсин. Населення — 242 особи (2020).

## Географія
Паквокі розташоване за координатами 43°45′55″ пн. ш. 89°27′35″ зх. д. / 43.76528° пн. ш. 89.45972° зх. д. (43.765302, -89.459790).  За даними Бюро перепису населення США в 2010 році переписна місцевість мала площу 1,24 км², уся площа — суходіл.

## Демографія
Згідно з переписом 2010 року, у переписній місцевості мешкали 262 особи в 119 домогосподарствах у складі 74 родин. Густота населення становила 211 осіб/км².  Було 160 помешкань (129/км²).
Расовий склад населення:
| - 98,5 % — білих - 0,4 % — чорних або афроамериканців - 1,1 % — осіб інших рас |

До двох чи більше рас належало 0,0 %. Частка іспаномовних становила 1,5 % від усіх жителів.
За віковим діапазоном населення розподілялося таким чином: 20,6 % — особи молодші 18 років, 63,0 % — особи у віці 18—64 років, 16,4 % — особи у віці 65 років та старші. Медіана віку мешканця становила 45,8 року. На 100 осіб жіночої статі у переписній місцевості припадало 98,5 чоловіків;  на 100 жінок у віці від 18 років та старших — 101,9 чоловіків також старших 18 років.
Середній дохід на одне домашнє господарство  становив 37 219 доларів США (медіана — 30 833), а середній дохід на одну сім'ю — 35 652 долари (медіана — 34 063). За межею бідності перебувало 32,1 % осіб, у тому числі 25,0 % дітей у віці до 18 років та 0,0 % осіб у віці 65 років та старших.
Цивільне працевлаштоване населення становило 118 осіб. Основні галузі зайнятості: виробництво — 36,4 %, освіта, охорона здоров'я та соціальна допомога — 24,6 %, публічна адміністрація — 9,3 %, мистецтво, розваги та відпочинок — 8,5 %.